# عوبدیا گاردنر
عوبدیا گاردنر (به انگلیسی: Obadiah Gardner) سناتور سابق عضو حزب دموکرات ایالات متحده آمریکا بود. وی در سال ۱۹۱۱ تا ۱۹۱۳ میلادی سناتور ایالت مین در سنای ایالات متحده آمریکا بود.